# 요로주

요로 주의 위치

요로주(스페인어: Yoro)는 온두라스 북부에 위치한 주로 주도는 요로이며 면적은 7,939 km2, 인구는 503,886명(2005년 기준)이다. 11개 지방 자치체를 관할한다.